# 青森県立青森工業高等学校
青森県立青森工業高等学校（あおもりけんりつ あおもりこうぎょうこうとうがっこう, 英: Aomori Prefectural Aomori Technical High School）は、青森県青森市馬屋尻に位置する県立の工業高等学校。略称は「青森工業」（あおもりこうぎょう）、「工業」（こうぎょう）。校歌・選手応援などで「青工」（せいこう）と呼ばれる事も。

## 概要
歴史
1913年（大正2年）に開校した「青森市立工業徒弟学校」を前身とする。2013年（平成25年）に創立100周年を迎えた。
設置課程・学科
6学科　（ ）は各科を表すアルファベット
- 機械科（M = Machine）
- 電気科（E = Electric）
- 電子科（C = Communication computer control）
- 情報技術科（S = System engineering）
- 建築科（A = Architecture）
- 都市環境科（U = Urban environment）

校訓
「協和・創造・勤労」
校章
柏の葉を背景にして中央に「工高」の文字（縦書き）を配している。
校歌
創立40周年を迎えた1952年（昭和27年）に制定された。作詞は呉茂一、作曲は箕作秋吉による。歌詞は4番まである。※なお、実際には1番と3番だけ歌う機会がほとんどな上、1年次で教科の選択があり、音楽と美術を選択できるが、ほぼ2つに分かれるため、歌える人が少ない上、フルで歌える人は教職員を含めて、ほぼいない。
進路
就職が約50%、進学40%、その他10%といわれる。
大学進学は何らかの形での推薦入試による。地元国立大の弘前大学には地元専門高校からの推薦入試があるため毎年数名の進学者がいるものの、そのほかはほとんど指定校推薦などがある私立大学で、県内では八戸工業大学など。県外は日本工業大学、東北工業大学などが多い。
男女比
全体的に見ると圧倒的に男子が多い。その年の学年によるが､建築科と都市環境科は比較的､女子が多い傾向にある。

## 沿革
旧制・工業学校時代
- 1913年（大正2年）- 「青森市立工業徒弟学校」が開校。家具科を設置し、定員を40名、修業年限を3ヶ年とする。
- 1916年（大正5年）- 第1回卒業式を挙行。卒業者数は9名。
- 1917年（大正6年）- 「青森市立工芸学校」に改称。
- 1922年（大正11年）- 建具科を設置し、生徒定員を70名に増員。
- 1926年（大正15年）- 建築科を設置し、生徒定員を125名に増員。
- 1927年（昭和2年）- 創立15周年を記念し、校旗（初代）を制定。
- 1931年（昭和6年）- 青森市篠田に移転。
- 1934年（昭和9年）- 「青森市立青森工業学校」に改称。修業年限を従来の3ヶ年から5ヶ年に延長。
  - 家具科を木材工芸科に改称し、木材工芸科・建築科・機械科の3科体制とする。建具科を廃止。生徒定員を350名に増員。
- 1935年（昭和10年）- 校旗（二代目）を制定。
- 1938年（昭和13年）- 県立移管により、「青森県立青森工業学校」へ改称。電気科を設置し、生徒定員を450名に増員。
- 1939年（昭和14年）- 第二本科（機械科・電気科）を設置。
- 1943年（昭和18年）- 木材工芸科を廃止。
- 1944年（昭和19年）
  - 青森県立青森第二工業学校[1]の設置により「青森県立青森第一工業学校」へ改称。航空機科を設置。電気科を青森県立青森第二工業学校[1]へ移管。
  - 青森県立青森第二工業学校[1]校舎の火災焼失により、電気科・電気通信科の150名を収容。
- 1946年（昭和21年）- 青森県立青森第二工業学校[1]の廃止に伴い、「青森県立青森工業学校」へ復称。
  - 電気科と電気通信科が移管される。航空機科を木材工芸科へ転科。第二本科を廃止。
- 1947年（昭和22年）4月1日 - 学制改革（六・三制の実施）
  - 旧制・工業学校の生徒募集を停止。第二本科を廃止。
  - 新制中学校を併設し（名称：青森県立青森工業学校併設中学校、以下・併設中学校）の設置により、旧制・工業学校1・2年修了者を新制中学2・3年生として収容。
  - 併設中学校はあくまで暫定的に設置された中学校であったので、新たに生徒募集は行われず、在校生が2・3年生のみの中学校であった。
  - 旧制・工業学校3・4年修了者はそのまま工業学校4・5年生として在籍。

新制・工業高等学校時代
- 1948年（昭和23年）4月1日 - 学制改革（六・三・三制の実施）に伴い、工業学校は廃止され、新制高等学校「青森県立青森工業高等学校」が発足。
  - 全日制課程5学科（木材工芸科・建築科・機械科・電気科・電気通信科）を設置。
  - 定時制課程（普通科・機械科・木材工芸科）を併置。高田（たかだ）、今別（いまべつ）、蟹田（かにた）の定時制普通科3分校を設置。
  - 旧制・工業学校の卒業生（希望者）を新制高校3年生として、旧制・工業学校の4年修了者を新制高校2年生として編入。
  - 併設中学校の卒業生を新制高校1年生として収容。
  - 併設中学校は継承され（名称：青森県立青森工業高等学校併設中学校）、在校生が1946年（昭和21年）に旧制・工業学校へ最後に入学した3年生のみとなる。
- 1949年（昭和24年）3月31日 - 最後の卒業生を送り出し、併設中学校を廃止。併設中学校卒業生は高校1年生となる。
- 1951年（昭和26年）- 定時制普通科の後潟分校（うしろがた）を設置。
- 1952年（昭和27年）
  - この年 - 創立40周年を記念し、校旗（三代目）と新校歌を制定。
  - 5月1日 - 高田分校を青森県立実業高等学校に移管。
  - 10月1日 - 今別分校が分離し、青森県立今別高等学校として独立。
- 1953年（昭和28年）- 青森浪館保安隊に定時制普通科の浪館分室（なみだて）を設置。
- 1954年（昭和29年）- 後潟分校に家庭科別科を設置。
- 1956年（昭和31年）- 定時制課程普通科の生徒募集を停止。
- 1962年（昭和34年）- 沖館川を挟んだ対岸の土地を第1グラウンドとする。機械科・電気科の入学定員を2学級80名に改定。
- 1963年（昭和35年）4月1日 - 木材工芸科を工芸科、電気通信科を電子科と改称。建築科と電子科の入学定員を2学級80名に改定。
- 1968年（昭和43年）- 校舎が完成。
- 1972年（昭和47年）- 創立60周年を記念し、プールと生徒会館（食堂・合宿所）が完成。
- 1973年（昭和48年）
  - 4月1日 - 工芸科をインテリア科と改称
  - この年 - 相野に第二グラウンドを造成。
- 1974年（昭和49年）- インテリア棟（E棟）が完成。
- 1975年（昭和50年）- 第二体育館が完成。
- 1978年（昭和53年）3月31日 - 後潟分校を廃止。
- 1980年（昭和55年）3月31日 - 蟹田分校を廃止。
- 1982年（昭和57年）- 創立70周年を記念し、生徒会館を増築。合浦海岸にヨット艇庫が完成。
- 1987年（昭和62年）- 旧体育館を解体。
- 1989年（平成元年）4月1日 - 情報技術科を設置。電気科と情報技術科をそれぞれ1学級40名とする。第二グラウンドの拡張が完成。
- 1990年（平成2年）4月1日 - 電子機械科を設置。機械科と電子機械科をそれぞれ1学級40名とする。
- 1991年（平成3年）- 産業振興実習棟（F棟）が完成。
- 1994年（平成6年）- 家庭科実習棟（G棟）が完成。校舎が完成。
- 1998年（平成10年）- インテリア棟（E棟）と電算処理室の大規模改修を実施。女子制服を改定。
- 2001年（平成13年）- 電子科を1学級40名とする。
- 2002年（平成14年）- 2学期制を導入。
- 2005年（平成17年）- 入学定員を1学級あたり35名とする。（学年あたり40名定員を減じる）
- 2006年（平成18年）- 定時制課程、学科を統合し、工業技術科1学科とする。
- 2009年（平成21年）3月31日 - インテリア科の生徒募集を停止。
- 2011年（平成23年）
  - この年 - 現在地に新校舎が完成し、移転を完了。
  - 3月31日 - インテリア科を廃止。
  - 4月1日 - 都市環境科を設置。
- 2018年（平成30年）- 青工会館建設予定地確保。将来的に部活動などで利用する宿泊施設が建設されるが資金の問題から建設のめどは立っていない。
- 2021年（令和3年） - 令和3年度入学生より全日制電子機械科の募集を停止[2]。

また、定時制工業技術科の募集を停止。
- 2023年令和5年3月　-電子機械科廃止。
- 2024年令和6年3月　-定時制工業技術科廃止。

## 部活動・生徒会活動
ラグビー部、バスケットボール部、ボクシング部、ヨット部、男子バレーボール部が好成績を収めている。また近年では文化部の活躍も目立ち、毎年、写真部が全国高校総合文化祭などへ出場している。吹奏楽部も毎年定期演奏会や文化祭での演奏を積極的に行い、活動を広めている。
放送部は2014年のNHK杯全国高校放送コンテスト創作テレビドラマ部門で全国優勝、2016年のテレビドキュメント部門で全国準優勝を果たしているなど好成績を収めていたが、2019年の全国高校放送コンテストでは、部員が1年生のみとなり、作品制作が困難な状況になった上、2020年の全国高校放送コンテストは出場しない方針であるなど、一部の文化部では以前に比べ再度危機的な状況に陥っている。
工業高校ならではの工業クラブという部活もある。中には特色ある工業クラブもあり、例えば工業クラブねぶた部門では、青森市の高校では唯一ねぶたを作製し、青森ねぶた祭りにも出陣している。
また、工業クラブ機械系自動車研究部門(通称:自動車部)では、毎年、HONDAが主催しているHONDAエコマイレッジチャレンジに参加している。これは速さではなく、燃費を競う競技で1Lのガソリンで指定距離をどれだけ少ない燃料で制限時間内に完走できるかが鍵となる。ちなみに､このHONDAエコマイレッジチャレンジの会場は栃木県茂木町にあるツインリンクもてぎであり、自分たち生徒が作成したマシン(車両)にエンジン(スーパーカブのエンジンが一般的)を載せ、本物のサーキット場で走らせることができる。
運動部
- ラグビー部
- 卓球部
- 陸上競技部
- 男子バレーボール部
- バスケットボール部
- 硬式野球部
- 柔道部
- ソフトテニス部
- 山岳部
- バドミントン部
- サッカー部
- ボクシング部
- 硬式テニス部
- ヨット部
- ボウリング部

文化部
- 生徒会
- 吹奏楽部
- 放送部
- 写真部
- 演劇部
- 科学部
- 美術部
- JRC部（Junior Red Cross）
- 華道部

工業クラブ
- ねぶた部門
- 自動車部門
- 電気・電子部門
- 情報技術部門
- 建築部門

委員会活動
- 代議員会
- 体育委員会
- 文化委員会
- 出版委員会
- 規律委員会
- 応援委員会
- 選挙管理委員会
- 会計監査委員会
- 防災委員会
- 保健委員会
- 図書委員会

## 著名な出身者
政治
- 石田健佑（秋田県大館市長）

芸能・芸術
- 成田千空（俳人）
- マニ★ラバ（音楽バンド）

スポーツ
- 川村慶太（ラグビー選手、栗田工業ウォーターガッシュ）
- 田辺清（元プロボクサー、ローマ五輪銅メダリスト）
- 千島和憲（ラグビー選手、パナソニックワイルドナイツ）
- 三上正貴（ラグビー日本代表選手、東芝ブレイブルーパス）
- 三上匠（ラグビー選手、パナソニックワイルドナイツ）

## 交通アクセス
- 青い森鉄道線 野内駅
- 青森市営バス東部営業所あるいは工業高校前
- 青森市市バス(八洲交通運営)滝沢線　工業高校前